# AO Chania
Zum Sportverein AO Chania (griechisch Αθλητικός 'Ομιλος Χανιά, Sportverein Chania) gehört eine Fußballabteilung, die in der zweiten griechischen Liga spielt.
Der Verein stammt aus Chania auf Kreta und wurde 1945 gegründet. Der Verein qualifizierte sich in der Saison 2009/10 in der Delta Ethniki für den Aufstieg in die Football League 2 und belegte dort in der Saison 2011/12 den 7. Platz. Die Mannschaft spielt derzeit in der zweiten griechischen Liga.